# Duo Campion/Vachon
Le Duo Campion/Vachon est composé des pianistes québécois Guy Campion (né le 14 septembre 1957 - 18 septembre 2013) et Mario Vachon (né le 26 mai 1958). Il a été formé dans les années 1980, son répertoire comprend les compositeurs classiques et la musique de film.

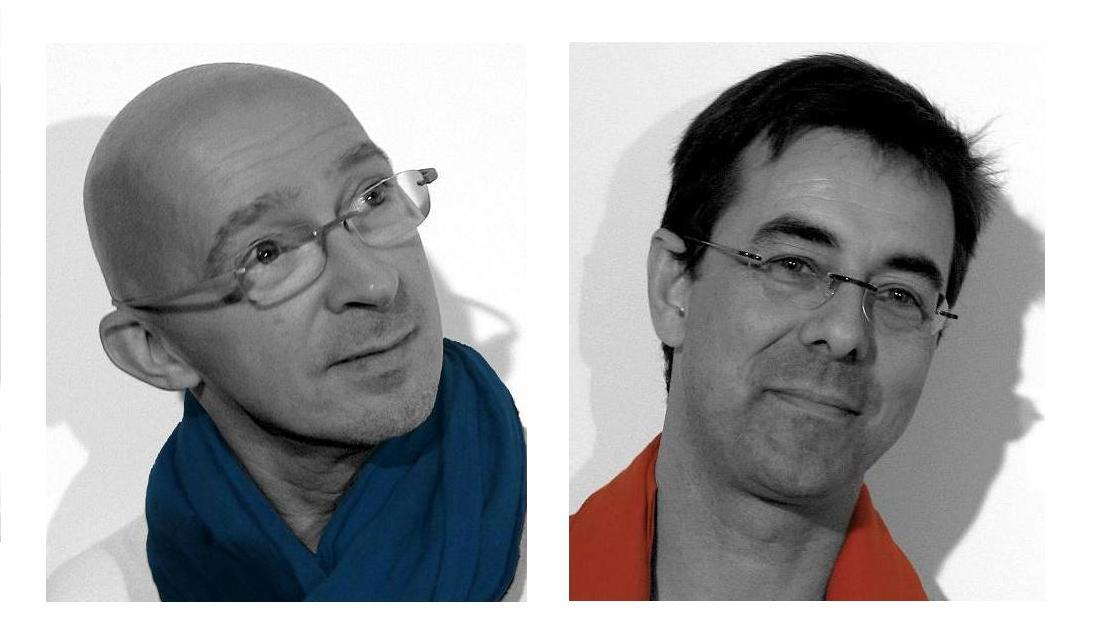
Mario Vachon et Guy Campion

## Formation du duo
Guy Campion et Mario Vachon se sont rencontrés au début de leurs études en musique, au CEGEP de Drummondville, en 1978. L’année suivante, à l’occasion d’une audition, la pianiste Rachel Martel, le professeur de piano dont ils suivaient les cours, leur suggéra de préparer une œuvre à quatre mains, La Belle excentrique d’Erik Satie.
Cette première expérience scelle le tandem des deux pianistes qui, dès lors, vont de plus en plus s’adonner au déchiffrage du répertoire pour duo.
Ils entrent, en 1980, à la faculté de musique de l’Université Laval dans la classe  la de Joël Pasquier Parallèlement au piano, Guy Campion fera ses études en composition sous la direction de Alain Gagnon et François Morel. 
L’examen de musique de chambre de 1983 leur permet de mettre à profit leurs années de déchiffrage du répertoire pour duo en interprétant des œuvres de Bach-Busoni (Choral prélude), Brahms (les valses de l’opus 39), Ravel (Ma Mère l'Oye), Gershwin (Trois préludes pour piano) et Lutoslawski (les variations).
L’année suivante, sélectionné pour l’émission Jeunes artistes, le duo fera sa première expérience du public sur Radio Canada, avec, au programme, Ravel (Ma Mère l’Oye), Gershwin (Trois préludes pour piano) et Lutoslawski Variations sur un thème de Paganini. 
Ainsi se trouve lancée la carrière du duo qui va enchaîner les concerts tout en continuant les  études universitaires.
Boursiers du gouvernement du Québec et du Canada le duo se perfectionne en France avec Aldo Ciccolini et Aline Fidler. Leur répertoire comprend des œuvres du répertoire classique ainsi que des arrangements d’œuvres réalisés par Guy Campion de George Gershwin,  Duke Ellington, Nino Rota, et plusieurs autres dont  les chants de Noël pour piano quatre mains. 
Le duo est invité à plusieurs événements autour d’Erik Satie.  Grâce aux notes du compositeur retrouvées aux Archives de la Fondation Erik Satie et à la Bibliothèque Nationale de Paris, Guy Campion a pu reconstituer une partition conforme au manuscrit laissé par Erik Satie de la musique accompagnant le film Entr’acte de René Clair (dernière œuvre du compositeur écrite en novembre 1924) et en réaliser un arrangement de la partition d’orchestre pour piano quatre mains.
Le duo est présent à plusieurs manifestations autour du cinéma dont le Centenaire du Cinéma en 1995 à la Pyramide du Louvre et reçoit à cette occasion une commande de l’État Français (Ministère de la Culture) pour transcrire la musique de Henri Rabaud et accompagner en direct le film » Le Miracle des loups » 
Guy Campion et Mario Vachon ont été invités au festival de Saint-Riquier sous la direction artistique de Michael Rudy, Festival de piano de Montréal, Festival d’hiver de Sarajevo, ainsi qu’en Lettonie au Festival de Lipāja  pour jouer le concerto pour piano à quatre mains et orchestre  de Malcolm Arnold .
Le 18 septembre 2013, Guy Campion décédera des suites d'un cancer à l'hôpital Cochin. Ses cendres reposent au cimetière de Vicq-sur-Gartempe, un petit village de la Vienne. 
Mario Vachon est professeur de piano au Conservatoire de Sarcelles et se produit en musique de chambre et en duo avec le pianiste Miran Devetack .

## Discographie
- 2005 Duke Ellington
- 2004 Noël Pianissimo
- 1998 Schubert - Fantaisies pour piano à quatre mains
- 1995 Gershwin - Songbook pour piano à quatre mains (Grand Prix  de L’académie du disque en 1995)
- 1992 Stravinsky-Casella-Ravel-Fauré - Œuvres à quatre mains
- 1990 Satie - L’Intégrale des œuvres pour piano à quatre mains